# Tillandsia bartramii
Tillandsia bartramii es una especie de planta epífita dentro del género  Tillandsia de la  familia de las bromeliáceas.  

## Descripción
Son plantas con hábitos de epífitas que alcanzan un tamaño de 15-35(-40) cm en flor, acaules. Hojas de 22-40 cm; vainas 1.4-2 cm ancho, cinéreo a ferrugíneo claro tomentoso lepidotas; láminas 0.3-0.4 cm de ancho, densamente subpatente a patente lepidotas, filiformes, atenuadas, involutas. Escapo 10-26 cm; brácteas mucho más largas que los entrenudos, filiformes. Inflorescencia digitada a subdigitado compuesta, erecta; brácteas primarias más cortas que las espigas, como las brácteas del escapo superior; espigas 3.3-4.5(-5) cm, erectas, con 3-6 flores. Brácteas florales 1.5-1.7 cm, más largas que los sépalos, imbricadas, erectas, débilmente carinadas, inconspicuamente nervadas, densa a moderadamente subpatente cinéreo lepidotas, coriáceas. Flores con pedicelos de 1 mm; sépalos 1.3-1.5 cm, lisos a débilmente nervados, cartáceos, glabros a ampliamente esparcido lepidotos, los 2 posteriores carinados y connatos por 0.8-0.9 cm, libres del sépalo anterior ecarinado; pétalos purpúreos.

## Distribución y hábitat
Se encuentra en matorrales a una altitud de 0-500 metros desde los Estados Unidos, México en (Tamaulipas, Oaxaca, Guerrero, Jalisco, San Luis Potosí). y Guatemala.

## Taxonomía
Tillandsia bartramii fue descrita por Stephen Elliott y publicado en A Sketch of the Botany of South-Carolina and Georgia 1(4): 379. 1817.
Etimología
Tillandsia: nombre genérico que fue nombrado por Carlos Linneo en 1738 en honor al médico y botánico finlandés Dr. Elias Tillandz (originalmente Tillander) (1640-1693).
bartramii: epíteto otorgado en honor del botánico William Bartram.
Sinonimia
- Tillandsia myriophylla Small
- Tillandsia pinifolia Leconte[10][11]